# Bythinella occasiuncula
Bythinella occasiuncula е вид охлюв от семейство Hydrobiidae. Видът е уязвим и сериозно застрашен от изчезване.

## Разпространение
Разпространен е в Турция.

## Описание
Популацията на вида е стабилна.